# Sanç IV de Castella
Sanç IV de Castella, dit el Brau (?, 1258 - Toledo, 1295) fou rei de Castella (1284-1295).

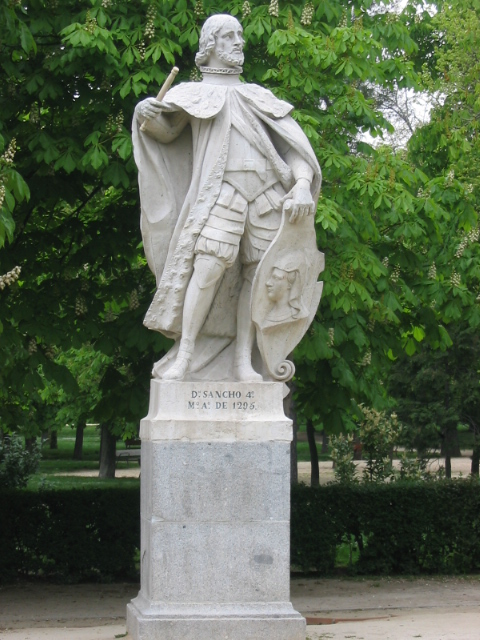
Estàtua de Sanç IV de Lleó i Castella

## Antecedents familiars
Fill segon del rei de Castella Alfons X el Savi i la seva segona muller, Violant d'Aragó, infanta d'Aragó i filla de Jaume I el Conqueridor.

## Ascens al tron
El primogènit del rei Alfons X, Ferran de la Cerda, no va arribar a regnar, ja que va morir el 1275, nou anys abans que el seu pare. El rei Alfons va deixar escrit al seu testament que el regne havia de passar al seu net primogènit, Alfons de la Cerda i al mateix temps va desheretar el seu segon fill, Sanç.
Sanç es va alçar contra el rei sense respectar la voluntat del seu pare i fou coronat rei el 1284 a Toledo. Fou reconegut pel poble i pels nobles, tot i que els Infants de la Cerda també van reunir un bon nombre de partidaris.

## Lluites durant el seu regnat
Durant el seu regnat hi va haver lluites internes per aconseguir el poder. Així, l'infant Joan de Castella, germà del rei Alfons X el Savi, es va unir al noble Lope Díaz III d'Haro, vuitè senyor de Biscaia i es va rebel·lar contra Sanç IV, però fou fet presoner pel seu nebot mentre Lope III fou assassinat el 1288. Les cròniques de l'època expliquen que el rei Sanç va manar executar 4.000 seguidors dels infants de la Cerda a Badajoz, Talavera de la Reina, Àvila i Toledo.
El 1290 va acabar la treva amb el soldà marínida, reiniciant-se la guerra de l'Estret.
Vers el 1293 va perdonar el seu oncle Joan de Castella, qui al cap de poc es tornà a sublevar mitjançant el conflicte de Tarifa (Cadis). Joan va demanar ajuda al rei de Marroc i als benimerins, i van posar setge a la ciutat de Tarifa, que estava defensada per Guzmán el Bo, senyor de Lleó, sense èxit.

## Relacions amb laCorona d'Aragó
Va trencar relacions amb el rei d'Aragó Alfons el Franc a causa del seu suport a Alfons de la Cerda en les seves aspiracions al tron castellà. Per aquest motiu Sanç IV ajudà els francesos contra el comte-rei català.
Amb l'ascens de Jaume el Just al tron de Catalunya-Aragó hi va haver un acostament entre tots dos en la Concòrdia de Monteagudo, cosa que permeté un nou impuls a la Reconquesta i la presa de Tarifa als benimerins i el trencament del pacte amb Muhàmmad II al-Faqih en no cedir la plaça al regne nassarita.

## Núpcies i descendents
Es va casar l'any 1281 a la catedral de Toledo amb Maria de Molina, filla d'Alfons de Molina i neta d'Alfons IX de Lleó. Van tenir set fills:
- la infanta Isabel de Castella i de Molina (1283-1328), casada el 1291 amb Jaume II d'Aragó i el 1310 amb Joan III de Bretanya
- l'infant Ferran IV de Castella anomenat l'Emplaçat (1285-1312), rei de Castella i rei de Lleó
- l'infant Alfons de Castella (1286-1291)
- l'infant Enric de Castella (1288-1299)
- l'infant Pere de Castella i de Molina (1290-1319), regent de Castella i senyor de Cameros, casat amb Maria d'Aragó i d'Anjou.
- l'infant Felip de Castella i de Molina (1292-1327), regent de Castella i senyor de Cabrera i Ribera, casat amb la seva cosina Margarida de la Cerda, filla d'Alfons de la Cerda
- la infanta Beatriu de Castella (1293-1359), casada el 1309 amb Alfons IV de Portugal

Sanç IV va morir el 25 d'abril de 1295, deixant com a hereu el seu fill Ferran, de nou anys.